# Ulrich Koehler
Ulrich Koehler (* 26. Dezember 1954 in Meersburg) ist ein deutscher Politiker (FDP). 

## Leben und Beruf
Ulrich Koehler hat in Tübingen studiert und in Ulm sein zweites Examen zum Volljuristen abgelegt. Bis 1992 arbeitete er als Landesgeschäftsführer der FDP in Niedersachsen. Im April 1992 wechselte er in den Dienst des Landes Sachsen-Anhalt, das damals von einer Koalition aus CDU und FDP regiert wurde. Im Ministerium für Umwelt und Naturschutz bzw. ab 2000 im Ministerium für Raumordnung, Landwirtschaft und Umwelt war er Abteilungsleiter für zentrale Angelegenheiten – Haushalt, Personal, Organisation –, zuletzt dann ab 2000 Leiter der Abteilung Wasserwirtschaft, Altlasten, Gentechnik und Umweltbildung. Im Mai 2002 wurde er Staatssekretär im Ministerium für Finanzen des Landes Sachsen-Anhalt unter Finanzminister Karl-Heinz Paqué.
Von Juni bis September 2006 war Koehler, nach seinem Ausscheiden aus den Diensten des Landes Sachsen-Anhalt, bei einer Unternehmensberatung tätig. Seit November 2006 ist er selbstständiger Rechtsanwalt in Magdeburg in der von ihm gegründeten Rechtsanwaltskanzlei Ulrich Koehler, die er seit Juni 2007 aufbaut.
Ulrich Koehler ist verheiratet mit Gisela Gerling-Koehler, die bis 2009 Bürgermeisterin von Glindenberg im Landkreis Börde war, und hat drei Kinder.

## Partei
Koehler ist seit seiner Jugend Mitglied der FDP. Er war Gründungsmitglied der Jungen Liberalen und in den 80er Jahren deren stellvertretender Vorsitzender mit dem Geschäftsbereich „Finanzen“ unter Guido Westerwelle.
Ulrich Koehler kandidierte bereits 1981 für den Landtag von Baden-Württemberg und 1987 für den Deutschen Bundestag im Wahlkreis Bundestagswahlkreis Backnang – Schwäbisch Gmünd. Er hat in der FDP eine Vielzahl von Ämtern ausgeübt. Er war von 2003 bis 2009 Kreisvorsitzender des FDP-Kreisverbandes Magdeburg. Ulrich Koehler ist Vorsitzender des Landesfachausschusses „Innen, Recht und Europa“ sowie Mitglied im Bundesfachausschuss „Innen- und Rechtspolitik“ der FDP.
Ulrich Koehler erhielt bei der Bundestagswahl 2009 am 27. September 2009 im Bundestagswahlkreis Magdeburg (Wahlkreis 70) 6,6 % der Erststimmen.

## Öffentliche Ämter
Nach dem Regierungswechsel 2002 wurde Koehler zum Staatssekretär im Finanzministerium des Landes Sachsen-Anhalt berufen. Zu seinen Aufgaben gehörte u. a. der Aufbau des Landesbetriebes Liegenschafts- und Immobilienmanagement Sachsen-Anhalt (LIMSA). Koehler wurde in der Landespresse als „unorthodoxer Staatsdiener“ charakterisiert; sein Arbeitsstil war umstritten. Während einerseits seine mitreißende Art und sein offenes Ohr geschätzt wurden, kritisierten andere mangelnde Sorgfalt und einen hemdsärmeligen Stil. Nachdem 2006 die schwarz-rote Koalition gebildet wurde, schied Koehler aus seinem Amt aus.

## Ehrenämter
Ulrich Koehler ist Mitglied in folgenden Ämtern:
- Vorsitzender des Landesfachausschuss Innen, Recht und Europa der FDP,
- Mitglied Bundesfachausschuss Innen und Recht der FDP,

- Vorsitzender Umwelthaus Magdeburg e.V.,
- Vorsitzender von IGCED e.V. (Internationales Dialogzentrum für den Umweltschutz),
- Stellv. Vorsitzender der Deutsch-Slowakischen Gesellschaft Sachsen-Anhalt e.V.,
- Schatzmeister der Magdeburgischen Gesellschaft von 1990 e.V.,
- Beisitzer im Vorstand der Stiftung Umwelt, Natur und Klimaschutz.